# Sesung
Sesung é uma vila localizada no distrito Kweneng em Botswana, mais especificamente no subdistrito Kweneng West. Possuía, em 2011, uma população estimada de 1 481 habitantes.